# 基兰·汉森
基兰·汉森（英語：Kieran Hansen，1971年11月16日—），澳大利亚男子短道速滑运动员。他曾代表澳大利亚参加1992年、1994年和1998年冬季奥林匹克运动会短道速滑比赛，获得一枚铜牌。